# Kumo-maniško podolje
Kumo-maniško podolje (tudi Kumo-maniška depresija; rusko Кумо-Манычская впадина) je približno 500 km dolga poplavna nižina med Kubansko-Azovsko nižino in Kaspijsko depresijo na jugu Rusije. Podolje skupaj s Kaspijsko depresijo tvori jugovzhodno mejo vzhodnoevropske ravnine.

## Lega in geologija
Nižine se razprostirajo med spodnjim tokom Dona in severozahodnim delom Kaspijske depresije. Dejansko podolje je široko le 20 do 30, v osrednjem delu pa le 1 do 2 kilometra. Ločuje severno hribovje Jergeni od Stavropolskega višavja, ki se postopoma dviga proti jugu in je del vznožja Visokega Kavkaza.
Podolje je dobilo ime po reki Manič, ki teče skozenj in istoimenskem sistemu jezer. Delno je tudi vzhodni podaljšek nižin v smeri Kaspijske depresije ali nižine Terek-Kuma, ki poteka v spodnjem toku Kume. To pojasnjuje alternativno in v Rusiji običajno poimenovanje, dobesedno 'depresija Kuma-Manič', ker ta vzhodni del izpolnjuje merilo višine površine pod morsko gladino, ki je potrebno za potop v geomorfološkem smislu. Najvišja točka podolja je na 27 m nadmorske višine (), v severozahodni in jugovzhodni smeri, se potopi tik nad morsko gladino, na jugovzhodu, odvisno od razmejitve tudi tik pod.
Kumo-maniško podolje leži na ozemlju  Rostovske oblasti in tvori mejo med Stavropolskim krajem in Republiko Kalmikija in na vzhodu doseže Republiko Dagestan.
Depresija je tektonskega izvora. Leži na območju potopitve zemeljske skorje, ki jo spremlja območje preloma, označuje južni rob "stare" ruske plošče in jo loči od severnega vznožja Kavkaza, ki geološko že spada v mlada alpidska nagubana območja Kavkaza. Do kvartarja so bili Črno in Azovsko morje ter Kaspijsko jezero na območju današnjega Kumo-maniškega podolja večkrat povezani in prekinjeni v obdobjih nizkega vodostaja v Kaspijskem jezeru. Zadnjič je prišlo do povezave med tako imenovano (zgodnjo) Čvalinsko transgresijo (poplavljanjem) Kaspijskega jezera, ki se je končala najpozneje pred 10.000 leti.

### Kaspijska depresija
Kaspijska depresija je približno 600.000 km² velika depresija znotraj Aralo-kaspijske depresije v jugovzhodni Evropi.
Ne zajema samo mokrih in močvirnih aluvialnih območij rek Ural in Volge severno od Kaspijskega jezera, temveč tudi celotno kotlino tega jezera ter njegove obale pod jezersko gladino. Najgloblja suha ležeča točka depresije je vzhodno od Kaspijskega jezera, kjer je v depresiji Karagije 132 m pod gladino jezera.
Najvišja točka v Kaspijski depresiji je gora Bolšje Bogdo ob slanem jezeru Baskunčak.
Kaspijsko depresijo si delijo Azerbajdžan, Kazahstan, Iran, Rusija in Turkmenistan.

## Podolje kot del meje med Evropo in Azijo
Od objave Filipa Johana von Strahlberga leta 1730 se številne depresije v Rusiji, na odseku med Kaspijskim jezerom in Azovskim morjem, štejejo za del geografske meje med dvema celinama Evropo in Azijo. Ta odločitev med drugim temelji na dejstvu, da je nekoč obstajala povezava med Kaspijskim jezerom in Azovskim ter Črnim morjem na mestu Kumo-maniškega podolja. Vendar ni zavezujočih definicij mednarodnih geografov o meji med celinami, tako da včasih velja za mejo na tem odseku glavni greben Visokega Kavkaza, zlasti v angleščini in francoščini. Glede na to stališče je celotno obravnavano podolje v Evropi.

## Hidrografija
Pretežni del osi Kumo-maniškega podolja teče skozi obe komponenti istoimenskega toka reke  Manič. Pred človekovimi posegi v 20. stoletju je večina vode iz reke Kalaus, ki prihaja iz območja Stavropola, dosegla nižino na najvišji točki, kjer je oblikovala bifurkacijo in  kot Vzhodni Manič tekla proti Kaspijskemu jezeru. Dosegla je, kot tudi danes, jezero, a se je izgubila med manjšimi slanimi jezeri v polpuščavskem območju skoraj 100 kilometrov od obale. Manjši del vode iz reke Kalaus je tekel kot Zahodni Manič (ali preprosto Manič) proti Donu, vendar je v svojem toku pridobil večje število in več vode, bogatih pritokov kot Vzhodni Manič, vključno z reko (Veliki) Jegorlik. Prečkal je več različno slanih in zelo plitvih jezer: Manič-Gudilsko jezero (tudi Veliko jezero Manič, Bolš3oj Manič, Gudilo) s povprečno površino vode 344 km², Malo jezero Manič (Mali Manič, tudi preprosto Manič; 78,8 km²) in še 10,7 km² veliko, tudi imenovano jezero Manič.
V 1930-ih je bilo na Zahodnem Maniču zgrajenih več zbiralnikov, ki tvorijo zaprto verigo praktično po celotnem toku reke: Ust-Maničskoje v bližini izliva, Vesjolovskoje in Proletarskoje pri Proletarsku. Slednja je največja od akumulacij, ki je združila tudi nekdanje jezero Manič in dvignila vodostaj za nekaj metrov. Na Vzhodnem Maniču je bil leta 1969 dokončan zbiralnik Čograiskoje, hkrati pa je z gradnjo jezu preprečil oskrbo z vodo iz reke Kalaus. Vzhodni Manič se od takrat napaja predvsem s svojim nekdanjim pritokom Čograi in leta 1965 zgrajenim prekopom Kuma-Manič. Za zbiralnikom gre precejšen del vode preko prekopa Čograi spet proti toku reke Kuma za namakanje vmesnih območij.

## Zaščita okolja
Po Ramsarski konvenciji je Kumo-maniško podolje kot mokrišče  med najbolj ornitološko pomembnimi območji Rusije. Obstajata dve območji, ki sta uvrščeni med naravovarstvena območja:
- biosferni rezervat Čornije zemlji (rusko Чёрные земли) (od 11. junija 1990): zahodno območje 27.600 hektarjev obsega (nekdanje) jezero Manič-Gudilo.[8]
- Rostovski-zapovednik (od 27. decembra 1995): ena od štirih podregij je na zahodu območja Manič-Gudilo.[9]